# Trypeticus rostripygus
Trypeticus rostripygus är en skalbaggsart som beskrevs av Heinrich Bickhardt 1912. Trypeticus rostripygus ingår i släktet Trypeticus och familjen stumpbaggar. Inga underarter finns listade i Catalogue of Life.